# Michel Particelli d' Emery
Michel Particelli d'Émery of Particelle d'Hémery (Lyon, 6 juni 1596 - Parijs, 25 mei 1650), zoon van een bankier te Lyon. De familie was van Italiaanse oorsprong. Particelli was een raadsman van Richelieu ten tijde van koning Lodewijk XIII. Tijdens de eerste regeringsjaren van Lodewijk XIV was hij korte tijd hoofdinspecteur van financiën.

## Biografie
In juli 1632 wordt hij commissaris van koning Lodewijk XIII bij de Staten van de Languedoc.
Hij wordt in Pézenas gearresteerd op bevel van hertog Hendrik II van Montmorency, de gouverneur van de Languedoc. De arrestatie betekent een uitdaging aan de koninklijke macht, die enkele weken later beantwoord zal worden met de arrestatie van Hendrik II van Montmorency en diens erop volgende onthoofding..
In 1640 wordt Particelli d'Émery benoemd tot ambassadeur van Frankrijk te Turijn.
Kardinaal Mazarin, effectief hoofd van de Koninklijke Raad, benoemt hem in 1643 tot algemeen inspecteur van financiën en vijf jaar later tot hoofdinspecteur. Hij toont de nodige vaardigheden. In 1646, kwam het idee van poortgeld (Frans: octroi) bij hem op. Hij vond een heffing uit op alle koopwaar bestemd voor consumptie in Parijs, hetzij vervoerd over land, hetzij over water, zonder aanziens des persoons volgens tarief te betalen aan de toegang naar de stad. Dit was de zgn. Tariefverordening (l'édit du tarif).
Zijn belastingen bezorgden hem de haat van het volk, zijn hervormingspogingen die van de adel. Om het door de Dertigjarige Oorlog veroorzaakte financiële tekort te dekken, bedacht hij in 1644 de toisé-heffing (de toisé was een lengtemaat) op overschrijding van bouwafmetingen, alsmede een 'welgesteldentax' (taxe des Aisés). In 1646 kwam daar een verhoging van de poortgelden bij. Deze belastingen waren een van de oorzaken van de burgeroorlog, de Fronde.
Hij werd op 9 juli 1648 afgezet (en vervangen door maarschalk de la Meilleraye), maar het jaar erop teruggeroepen. Hij stierf in 1650.
Voltaire vertelt het volgende in zijn Geschiedenis van het Parlement van Parijs (waarin hij hem ten onrechte als een Italiaan kwalificeert terwijl hij geboren was in Lyon): De armste inwoners van Parijs bouwden schamele huizen of hutten buiten de oude stadsgrenzen. Een Italiaan genaamd Particelli d'Émery, hoofdinspecteur en gunsteling van kardinaal Mazarin, kwam op het idee een forse belasting voor deze families voor te stellen. Ze schoolden samen en brachten en masse hun klachten naar de Grote Kamer van het parlement. Ze werden hiertoe aangezet door een groot aantal leden van de Onderzoekskamer van het parlement, die om een algemene vergadering van de verzamelde kamers vroegen ten einde een oordeel te vellen over de klacht van de armen tegen het ministerie. Heel Parijs was woedend over het ontactische optreden van de regering. Het bracht het volk ertoe te morren en samen te scholen.
En wat verderop: Ze gingen nog harder tekeer tegen de Italiaan Particelli d'Émery, die, na in Lyon tot de galg veroordeeld te zijn, het nu tot hoofdinspecteur had gebracht en met behulp van knevelarij fortuin had gemaakt. De publieke verontwaardiging was zo groot en de standpunten van de partijen zo onwrikbaar, dat het hof noodgedwongen zwichtte. Het verbande de hoofdinspecteur naar zijn landerijen en beloofde dat de provinciale intendanten afgeschaft zouden worden.
Hij schreef ook in Le Siècle de Lodewijk XIV : De hoofdinspecteur was toen een Sienese boer, genaamd Particelli d'Émery, wiens ziel nog lager was dan zijn geboorte, en wiens verkwistende en losbandige levensstijl de natie woedend maakte. Hij was vindingrijk in het aanboren van repressieve en belachelijke geldbronnen. Hij introduceerde heffingen op controleurs van brandhout, officieel ingezworen hooiverkopers, koninklijke adviseurs voor wijnventers; hij verkocht adelbrieven. De rente op het stadhuis van Parijs (een soort obligaties, vert.) was in die tijd niet hoger dan ongeveer elf miljoen (Franse ponden). Er werden wijken van renteniers afgenomen, invoerrechten werden verhoogd; er werden enkele functies van rekwestmeesters gecreëerd, er werd ongeveer tachtigduizend écu op magistratensalarissen ingehouden. Het is niet moeilijk zich voor te stellen hoe hoog de emoties opliepen tegen de twee Italianen die het land in hun greep hielden, beiden berooid in Frankrijk aangeland en rijk geworden ten koste van de natie. Het parlement van Parijs, de rekwestmeesters, andere gerechtshoven, de renteniers kwamen in opstand. Tevergeefs onthief Mazarin zijn goede vriend Émery van diens inspectoraat en verbande hem naar een van zijn landerijen: de mensen werden er ook nog kwaad om dat de man landerijen in Frankrijk had....
Dit is wat Alexandre Dumas over Eméry schreef in zijn roman Twintig jaar later: Émery werd door het volk verafschuwd, in de eerste plaats omdat hij hoofdinspecteur van financiën was en elke hoofdinspecteur van financiën verafschuwd wordt; en voorts, het dient gezegd, omdat hij het wel een beetje verdiende. Hij was de zoon van een bankier in Lyon die Particelli heette en na een faillissement zijn naam veranderd had en zich Émery liet noemen. Kardinaal Richelieu, die zijn grote financiële gaven erkende, stelde hem voor aan koning Lodewijk XIII als de heer d’Émery en zei veel goeds over hem, omdat hij hem tot Intendant van de Financiën wilde benoemen. —"Prachtig!", antwoordde de koning, —"Ik ben blij dat u de heer d'Émery noemt voor deze functie, waarvoor we een eerlijk man willen. Ze zeiden dat u die schurk van een Particelli wilde en ik was bang dat u me wou dwingen die te nemen." —"Sire!" antwoordde de kardinaal, Uwe Majesteit kan gerust zijn, die Particelli waarover u spreekt is opgehangen." —"Ha! Goed zo!" riep de koning uit, —"Niet voor niets word ik Lodewijk de Rechtvaardige genoemd." En hij ondertekende de benoeming van de heer d’Émery. En deze Émery werd hoofdinspecteur van financiën.
Het kasteel Tanlay in Bourgogne, dat na de eerste bouwfase (1555-1568) onafgemaakt was gebleven, werd in 1643-1649 voltooid door de architect Pierre Le Muet voor Michel Particelli d’Émery (het is bijna volledig bewaard gebleven). 
Zijn dochter Marie trouwde met Lodewijk I Phélypeaux de La Vrillière.
- Gemeinsame Normdatei: 1016951159
- International Standard Name Identifier: 0000 0000 3022 492X
- Library of Congress Control Number: n88116912
- Système universitaire de documentation: 087577135
- Virtual International Authority File: 8935394
- WorldCat: E39PBJwRVjThdDcK6qj9MkXjmd